# Aenictus nganduensis
Aenictus nganduensis é uma espécie de formiga do gênero Aenictus.